# Roncus cerberus
Espèce
Synonymes
- Obisium cerberus Simon, 1879

Roncus cerberus est une espèce de pseudoscorpions de la famille des Neobisiidae.

## Distribution
Cette espèce est endémique de France. Elle se rencontre en Hérault, en Vaucluse et dans les Bouches-du-Rhône dans des grottes.

## Systématique et taxinomie
Cette espèce a été décrite sous le protonyme Obisium cerberus par Simon en 1879. Elle est placée dans le genre Roncus par Beier en 1932.

## Publication originale
- Simon, 1879 : Les Ordres des Chernetes, Scorpiones et Opiliones. Les Arachnides de France, p. 1-332.